# Том і Джеррі: Мотор
«Том і Джеррі: Фільм» (англ. Tom and Jerry: The Movie), або «Том і Джеррі: Мотор!», — американський повнометражний мультфільм 1992 року про Тома і Джеррі. За мотивами фільму створено дві гри: перша, Tom And Jerry: The Movie, вийшла на Master System і Game Gear, а друга, більш відома Tom and Jerry: Frantic Antics — на Game Boy і Sega Mega Drive.
Мультфільм провалився в прокаті і отримав негативні відгуки кінокритиків, здебільшого саме через несхожість із серією класичних короткометражок з головними героями: в порівнянні з ними мультфільм в деяких епізодах вийшов досить похмурим.

## Сюжет
Том і Джеррі збираються переїжджати, вже завантажили речі, але не встигають сісти в машину, вона вже поїхала. Їх будинок зносять і вони довгий час блукали, поки не зустріли дівчинку-сирітку Робін Старлінг. Вона розповіла їм, що біжить з дому в тибетське село. Її батько за чутками загинув в Тибетських горах, а мама померла, коли дівчинка була зовсім маленькою. Тепер Робін живе зі своєю тіткою Фіггі, від якої і біжить. Причина опіки Робін для тітоньки Фіггі — це гроші (батько Робін — мільярдер). У цьому їй допомагає колишній адвокат батька Робін — Лизоблюд, одружений з тіткою Фіггі. Робін, Том і Джеррі повертаються до них. Але Ферді, пес тітки Фіггі, розгромив кухню і звалив на них всю провину.
З часом тітка Фіггі отримала несподівану записку — виявляється, насправді батько Робін все ще живий і повертається додому на особистому літаку. Вона вирішує спалити записку, але її краде Джеррі, і вони з Томом відправляються до Робін. Але тітка Фіггі і пес Фердинанд ловлять їх та відправляють до доктора Товстощока — ветеринара, і одночасно ватажкові місцевих собаколовів. Том, Джеррі та інші звірі тікають з розплідника, в якому опинилися перші, яких зустріли Том і Джеррі — пес Паґзі та блоха Френкі. Том і Джеррі повертаються до Робін і повідомляють їй про батька. Утрьох вони втікають і повертаються до мосту, біля якого познайомилися. Там вони знаходять маленький пліт і відпливають на ньому. Вони засинають, але несподівано потрапляють під корабель, який розколов пліт на дві частини.
Сплячу на своєму шматку Робін, знаходять папуга і моряк. Виявилося, що вона потрапила в луна-парк капітана Смішка. Птахом виявився ляльковий папуга-рукавичка Сквок, який має власний розум. У цей час тітка Фіггі призначає нагороду в мільйон за повернення Робін. Оголошення знаходиться на пакетах із молоком. Один такий вже є у капітана Смішка. Сквок впізнає Робін і повідомляє капітану про це. Капітан дзвонить тітки Фіггі і викликає її. Том і Джеррі теж знайшли пакет із оголошенням та медальйон Робін, який вона втратила.
Капітан Смішок помістив Робін на чортове колесо та засинає. Том і Джеррі знаходять Робін і намагаються обдурити капітана, але безуспішно. Робін все ж врятувалася з колеса, і друзі попливли на катері геть. Тітка Фіггі намагається їх зловити. Вона і Лизоблюд здогадуються, куди попрямували втікачі та наздоганяють їх. Том і Джеррі так і не змогли врятувати Робін. Невдовзі хатинка, де ховали Робін загорілась, але друзі допомагають вилізти їй за допомогою мотузки. Фіггі з Лизоблюдом, з вини пса Фердинанда падають з тераси будинку в катер капітана Смішка, який, втративши управління, відносить злочинців в напрямку в'язниці. І раптом на гвинтокрилі прилітає батько Робін, який рятує її. На Тома і Джеррі обвалились уламки будинку, але вони вціліли. Том думав, що вони ніколи не виберуться з-під обвалу та проговорився, що вважає Джеррі найкращим другом, а непомічений раніше Джеррі відговорив його від встановлення мишоловок. Про їх подвиг написали всі газети, а вони залишилися жити у Робін. Але мирно вони поводилися недовго…

## Реакція
«Том і Джеррі: Фільм» отримав переважно негативні відгуки як професійних критиків, так і глядачів. На сайті Rotten Tomatoes рейтинг позитивних відгуків на мультфільм -18 % Критика в основному сконцентрувалася на поганих музичних номерах, неякісній озвучці, похмурому змісті і слабкому сюжеті, який мало приділяє уваги головним героям.
Шанувальників оригінальних мультфільмів про Тома і Джеррі особливо розлютив той факт, що Том і Джеррі розмовляють протягом всього фільму, а також подружилися між собою. Чарльз Соломон з «Los Angeles Times» назвав мультфільм неоригінальним, помітивши в ньому подібності з диснеївськими мультфільмами «Русалочка» і «Рятувальники». Він також відзначив низьку якість пісень, а також піддав критиці режиссерство Філа Романа.
Хел Хінсон з «The Washington Post» висловив невдоволення діалогами Тома і Джеррі, і сказав, що голоси «не підходять персонажам». Хінсон також зазначив, що музичні номери з мультфільму «легко забуваються, оскільки вони нестерпно життєрадісні і жваві». Однак, існує кілька позитивних відгуків. Вінсент Кенбі з New York Times схвалив музичний супровід Генрі Манчіні, а також пісні. Він додав, що «[персонажі] Тома і Джеррі мають чарівність»